# フーゴ・ベッカー
フーゴ・ベッカー（フーゴー・ベッカー、Hugo Becker,  1864年2月13日 ストラスブール – 1941年7月30日 ガイゼルガスタイク）は、ドイツのチェリスト・音楽教師・作曲家。若くしてアルフレード・ピアッティに学んだ後、ドレスデンでフリードリヒ・グリュッツマッヒャーに師事した。

## 経歴
マンハイム出身の著名なヴァイオリニスト、ジャン・ベッカーを父に、ドイツ領ストラスブルクで生まれる。6歳から父親のヴァイオリン指導を受けるが、教会の音楽会で聴いたチェロの音色に魅せられ、9歳からチェロの学習に切り替えた。
マンハイム宮廷劇場の首席チェロ奏者キュンディンガーや、フリードリヒ・グリュッツマッハー、ジュール・ド・スヴェール、およびオーギュスト・フランショームの弟子エゲジらにチェロを師事し、さらにはドレスデンで作曲をカール・ヘスに学んだ。
15歳にはマンハイム宮廷オーケストラの首席チェロ奏者に就任した。また、1880年には、家族からなる弦楽四重奏団で演奏旅行を行っている。
1884年にフランクフルト歌劇場オーケストラのチェリストに任命され、翌年にはフランクフルト・ホーホ音楽院の教師に採用された。また、ソリスト、弦楽四重奏団員としても各地から出演依頼が殺到していた。なお、カールスルーエでの兵役のため一時芸術活動を中止されたが、そこで指揮者のフェリックス・モットルと交流することができた。兵役を終えてフランクフルトに戻ってからは「王立プロイセン教授」の肩書きを得てチェロのクラスを指導するとともに、フーゴー・ヘールマンをリーダーとするムゼーウム弦楽四重奏団のメンバーとなった。また、クララ・シューマンやヨハネス・ブラームスとの交流を深めた。
また、1891年から毎年ロンドンで演奏会を開くようになり、月曜コンサートおよび土曜コンサートでカルロ・アルフレッド・ピアッティの代理を務め、のちにはその後継者となった。他にもエルンスト・フォン・ドホナーニとチェリストのマルトーとトリオを結成したり、ベルリンとハンブルクの演奏会におけるソリストとして、ハンス・フォン・ビューローと定期的な契約を結んだりした。
またウジェーヌ・イザイやフェルッチョ・ブゾーニとともにピアノ三重奏団を結成して室内楽を演奏したり、1914年から1921年にかけて、アルトゥール・シュナーベルやカール・フレッシュと、シュナーベル三重奏団（第3期）を結成したりした。
1909年から1929年まで、ベルリン高等音楽学校のチェロ教授を務めたが、これにより演奏旅行はある程度制限されるようになったとされる。
1941年7月30日、ミュンヘン近くのガイゼルガスタイクにて死去。
2つのストラディヴァリウスを所蔵しており、そのうち1つが1720年製のクリスティアーニ、もう1つが1719年製のベッカーであった。

## 教育活動
パウル・グリュンマー、エンリコ・マイナルディ、ルドルフ・メッツマッハーなどの弟子を育てた。

## 同時代の作曲家への影響
マックス・レーガーの『チェロ・ソナタ 作品28』や『無伴奏チェロ組曲 作品131cの2』はベッカーに捧げられている。また、オイゲン・ダルベールの『チェロ協奏曲』や、エルンスト・フォン・ドホナーニの『コンチェルティーノ』は、ベッカーの勧めによって作曲されている。

## 評価
1895年にウィーンで開催されたコンサートに対し、音楽評論家のエドゥアルト・ハンスリックは「ベッカーは、彼の独特な弾きぶりと、弓の躍動で、チェロはつまらないという先入観をたちまち吹き飛ばしてしまう」と評している。
また、チューリッヒ・トーンハレ管弦楽団チェロ奏者のユリウス・ベッキは「ベッカーは、しばしば相反するドイツ、フランス、ベルギーやイタリア各流派の奏法を引き出して習得し、自己の芸術を完成させた」と評している。

## 主要作品一覧
- チェロ協奏曲 イ長調
- アンダンテ・レリジオーソ Andante religioso
- チェロとピアノ伴奏のための3つの小品
  - 愛の情景 Scènes d'amour, duo
- 2つの小品 Deux Morceaux
  - ロマンツェ Romance, Duo
  - 優美な円舞曲 Valse gracieuse, Duo
- 組曲《森の精の暮らしから》Aus dem Leben des Waldschrat, suite
- 著書『チェロ奏法のメカニズムと美学』 Mechanik und Ästhetik des Violoncellospiels